# 夜もニコニコ!
『夜もニコニコ!』（よるもニコニコ）は、2015年10月3日から2019年3月30日まで九州朝日放送で放送されているワイド番組である。放送時間は毎週土曜 19:00 - 22:00（日本標準時）。通称「午後ニコ」。
番組開始から2018年3月31日までは『徳永玲子の午後はニコニコ』というタイトルで放送されていた。

## 概要
土曜の午後に放送された『ゆうゆうサタデー』と『富田薫の洋楽天国』を枠統合してスタート。
これまでの番組同様に合間合間にラジオカー「ひまわり号」のレポートや「KBC朝日新聞ニュース・天気予報」「KBC交通情報」などを挟みながら番組を進める。
2018年4月7日より「午後はニコニコ!」に改題し、さらに、2018年11月より夜19:00 - 22:00に放送枠を移動した上で「夜もニコニコ!」に改題する。

## パーソナリティ
- 甲斐田貴之（フリーアナウンサー。長崎を中心に活動するため在住も長崎だが、当人は柳川出身。）
- 岩部見梨（2018年4月から）

## 過去のパーソナリティ
- 徳永玲子（タレント。平日午後に放送された『徳永玲子のお昼ドキッ!』からスライド）（2018年3月をもって降板）

## コーナー

### 午後はニコニコ!時代
- リクエスト
- シネママルシェ（映画批評）
- GOGO旅ランド
- 突然クイズです
- KBCダイナミックホークス実況中継（福岡ソフトバンクホークス戦デーゲーム中継） - 試合開始が14:00以後である場合には、事実上スタジオは短縮版扱い[要説明]。17:00以後開始の薄暮デーゲーム、またはナイター中継になる場合には、次枠の番組『KBC長浜横丁 居抜き屋もう一丁!!』の「KBCホークスナイタースペシャル」のコーナーで行われる。

- GOGO競馬サタデー!（ラジオ関西発） - 毎日放送委託制作を基本[要説明]。冬季の小倉裏開催時[要説明]には自主製作。なお2017年はセ・パ交流戦以後（当初は交流戦限定の予定だった）に行われるデーゲーム開催日は野球中継を優先し、競馬放送は行わない（雨天中止・早終了の場合放送）。『GOGO競馬サンデー!』のように15時台を丸々ネットするのではなく、主だったメインレースの実況部分のみを部分受けし、その前後は九州朝日放送本社から送る。レース中継の前には甲斐田から提供クレジットと部分受けするレースの概要が説明される。